# Missa brevis no 7 de Mozart
Missa Piccolomini
Pour les articles homonymes, voir Missa Brevis.
La Missa brevis no 7 en do majeur, K. 258 aussi appelée Missa Piccolomini est une messe de Wolfgang Amadeus Mozart, composée à Salzbourg entre 1775 et 1777. Bien qu'elle soit considérée comme une missa brevis, l'emploi de trompettes la transforme en une missa brevis et solemnis.

## Historique
La présente messe est l'une des trois messes que Mozart a composées entre novembre et décembre 1776, toutes trois en ut majeur, les deux autres étant la messe K. 257 et la messe avec solo d'orgue K. 259.
La messe a été quelquefois appelée la Spaurmesse. Dans une lettre datée du 28 mai 1778 adressée à Wolfgang Amadeus, Leopold Mozart avait mentionné une messe composée à l'occasion de la consécration en 1776 de Ignaz von Spaur (de) comme évêque auxiliaire de Bressanone. Cela pouvait toutefois se référer à l'une des nombreuses messes de cette époque, y compris K. 257, K. 262 et K. 275/272b. Dans les études sur les œuvres de Mozart, depuis longtemps, il y avait une incertitude sur l'identification de cette Spaurmesse. Alfred Einstein a considéré sans donner des raisons détaillées que la Spaurmesse était la messe K. 258. Les recherches plus récentes estiment à l'unanimité que la Spaurmesse est en fait la messe en ut majeur K. 257. Le musicologue Alan Tyson en 1987 est arrivé à la conclusion que cette attribution était plausible en comparant le papier utilisé par Mozart dans ces notes. Cela enfin a été confirmé en 2007 par la découverte par Hildegard Herrmann-Schneider d'une partition manuscrite à Bressanone,. Le copiste a été identifié comme étant Maximilian Raab (environ 1720-1780) qui travaillait à la cour de Salzbourg. De plus la partition porte des annotations de Wolfgang Amadeus Mozart et Leopold.

## Structure
L'œuvre comporte six mouvements, qui suivent l'ordre traditionnel de la messe:
1. Kyrie (Allegro, en do majeur, à 
, 68 mesures), soli et chœur SATB
2. Gloria (Allegro, en do majeur, à , 64 mesures), soli et chœur
3. Credo (Allegro, en do majeur, à 
, 152 mesures), chœur
—Et incarnatus est... (Adagio (mesure 58), à ), soli SAT, chœur
—Et resurrexit... (Allegro (mesure 68), en do majeur, à 
), soli et chœur
4. Sanctus (Andante maestoso, en do majeur, à , 31 mesures), chœur
—Pleni sunt coeli et terra... (Allegro (mesure 6), en do majeur, à )
5. Benedictus (Allegro, en do majeur, à , 87 mesures),  soli et chœur
6. Agnus Dei (Adagio, en do majeur, à , 34 mesures),  soli et chœur

- Durée de l'interprétation: environ 25 minutes

## Instrumentation
La messe est écrite pour quatre voix solistes (soprano, alto, ténor et basse), chœur SATB, deux hautbois, deux trompettes courtes en do (clarines), trois trombones, violons I et II et orgue.